# Slowenische Badminton-Mannschaftsmeisterschaft 2023
Die Slowenische Badminton-Mannschaftsmeisterschaft der Saison 2022/2023 gewann das Team von BK Olimpija Ljubljana.

## Endstand
- 1.	BK Olympija Ljubljana (Špela Alič, Tinkara Alič, Ian Spiller, Tej Kolar, Gregor Alič, Maruša Vračar, Aleks Sedej, Matic Marolt)
- 2.	BK BIT (Nina Kotar, Cecilija Barut, Zoja Novak, Tilen Zalar, Natan Maksimović, Jan Krumpak, Filip Grad)
- 3.	BK Medvode (Žiga Podgoršek, Lina Pipan, Taja Pipan, Gal Bizjak, Grega Šuštar)
- 4.	BK Konex (Simon Skok, Sabina Magyar, Miha Plevnik, Kim Matovič, Ema Korenin, Eva Miklič)
- 5.	BK Ljubljana (Blaž Smrkolj, Anja Blazina, Žiga Petrič, Ariana Korent, Iva Koša)
- 6.	BK TEM Mirna (Vid Koščak, Urban Turk, Sebastijan Miklič, Zara Šenica, Neža Krištof)